# 米拉夫洛雷斯德拉谢拉
米拉夫洛雷斯-德拉谢拉，是西班牙马德里自治区的一个市镇。总面积57平方公里，总人口3928人（2001年），人口密度69人/平方公里。